# Vox-Analyse
Nach eidgenössischen Volksabstimmungen werden in der Schweiz seit 1977 sogenannte Vox-Analysen durchgeführt mit dem Ziel, das Stimmverhalten der Stimmbürger in ihren Sachentscheidungen besser zu verstehen.
Vox-Analysen geben Auskunft darüber
- wer wie gestimmt hat,
- welches der Informationsstand war, auf dem die Entscheidungen getroffen wurden,
- welche individuell relevanten Gründe für die Stimmabgabe maßgebend waren und
- welche Botschaften der Kampagnen verstanden und befolgt wurden.

Zu diesem Zweck wird eine repräsentative Stichprobe von 1500 (bis 2009: 1000) stimmberechtigten Personen nach Werthaltungen, politischen Meinungen und Verhaltensweisen, Partei- und Vereinszugehörigkeit, dem Kenntnisgrad der Vorlagen, den verschiedenen Aspekten des Sachentscheids, der Meinungsbildung und der Einschätzung der Wichtigkeit jeder Vorlage befragt.
Die Vox-Analysen sind sowohl der Politik als auch der Öffentlichkeit gut bekannte und viel zitierte Meinungsumfragen und genießen eine hohe Akzeptanz. Die Vox-Analysen werden von den politikwissenschaftlichen Instituten der Universitäten Bern, Genf und Zürich ausgewertet. Das Forschungsinstitut gfs.bern führt die Vox-Befragungen durch und koordiniert das Projekt seit Beginn.
Die Vox-Analysen werden von der schweizerischen Bundeskanzlei finanziell unterstützt.
Wegen der sehr hohen Zahl von Volksabstimmungen auf nationalem Niveau in der Schweiz und ihrer lückenlosen Erforschung seit 1977 sind die Vox-Analysen in besonderem Masse geeignet, die Meinungsbildung und die Entscheidung in politischen Fragen zu dokumentieren. Die Daten der Befragungen stehen spätestens ein Jahr nach den Abstimmungen über das Datenarchiv FORS für die wissenschaftliche Forschung frei. Sie wurden in verschiedenen Dissertationen und Forschungsberichten verwendet.

## Unterbruch / VOTO
Nachdem das durchführende Forschungsinstitut gfs.bern den Auftrag zur Durchführung der Abstimmungs-Nachbefragungen im Jahr 2016 in einer öffentlichen Ausschreibung verloren hatte (dort verblieben einzig die Trendumfragen im Vorfeld von Abstimmungen), wurden diese fortan unter neuer Trägerschaft (Zentrum für Demokratie Aarau und Meinungsforschungsinstitut Link) und dem neuen Namen VOTO durchgeführt. Im Jahr 2020 konnte gfs.bern den Auftrag zurückgewinnen und kehrte im Zuge dessen auch zum altbekannten Namen VOX zurück.